# ぼうさいの丘公園
ぼうさいの丘公園（ぼうさいのおかこうえん）は神奈川県厚木市温水にある、多目的広場および防災機能を備えた都市公園（総合公園）である。厚木市の広域避難場所に指定されている。

## 概要
ぼうさいの丘公園は多目的広場、アスレチックなどの遊具、スケートボード場や防災機能を備えた総合公園である。駐車場もあり、休日には親子連れで賑わう。
同敷地は東京農業大学厚木農場の一部であったが、1998年に東京農業大学厚木キャンパスの開設に伴って、市に売却された。

## 施設
- 子供広場
- 遊びの丘
- 遊びの池
- 小動物園
- ふれあい広場
- センター施設
- 季節の丘
- 展望広場（ヘリポート）
- 野鳥の池
- 野鳥の回廊
- 原っぱ
- 多目的広場
- スケートボード場
- トイレ
- 備蓄倉庫
- 駐車場（無料）

## 所在地
神奈川県厚木市温水783-1

## 交通
- 厚木バスセンターから「森の里」行き（船子経由）柳町下車、徒歩10分、または「七沢」・「広沢寺温泉」・「森の里」行き（高松山経由）高坪入口下車、徒歩10分
- 本厚木駅南口から「東京農業大学」行き東京農業大学下車、徒歩1分
- 小田急線愛甲石田駅から「毛利台団地」行き柳町下車、徒歩10分

## 備考
1. ↑  市役所公式ページ
2. ↑  都市公園一覧表（厚木市）

座標: 北緯35度26分1秒 東経139度20分34秒 / 北緯35.43361度 東経139.34278度